# Vernon J. Brown
Vernon Jacobs Brown (* 20. März 1874 in Vevay, Ingham County, Michigan; † 8. April 1964 in Webberville, Michigan) war ein US-amerikanischer Politiker. Zwischen 1945 und 1947 war er Vizegouverneur des Bundesstaates Michigan.

## Werdegang
Vernon Brown arbeitete zunächst in der Landwirtschaft und dann im Einzelhandel. Schließlich stieg er in das Zeitungsgeschäft ein und wurde Verleger der Zeitung Ingham County News. Gleichzeitig schlug er als Mitglied der Republikanischen Partei eine politische Laufbahn ein. Im Jahr 1918 wurde er als County Clerk in die Bezirksverwaltung seiner Heimat gewählt. Zwischen 1929 und 1938 saß er als Abgeordneter im Repräsentantenhaus von Michigan; von 1939 bis 1944 war er Staatsrevisor (Auditor General).
1944 wurde Brown an der Seite von Harry Kelly zum Vizegouverneur von Michigan gewählt. Dieses Amt bekleidete er zwischen 1945 und 1947. Dabei war er Stellvertreter des Gouverneurs und Vorsitzender des Staatssenats. 1946 kandidierte er erfolglos in den Gouverneursvorwahlen seiner Partei. Er starb am 8. April 1964 im Alter von 90 Jahren in Webberville.